# 994 до н. е.

## Події
- 25 липня Юпітер пройшов на відстані близько 15 дугових хвилин від зірки Дельта Рака.
- Китайське місто Чу Чанг було атаковане великою армією. Шанг-Янг, який керував обороною міста, застосував для захисту міста катапульти з запалюючими снарядами, а також  «вогняні стріли».